# Escuela Latinoamericana de Medicina
La Escuela Latinoamericana de Medicina (ELAM o ELACM) es una universidad internacional que forma parte del Programa Integral de Salud (PIS) de Cuba.
Este proyecto científico-pedagógico hoy acoge a estudiantes de 122 países de América, de África, Asia y Oceanía. Los estudiantes presentan diversidades étnicas, educacionales y culturales, pero todos cursan sus estudios en un clima fraterno y amistoso.
La concepción de la ELAM es la formación de estudiantes de medicina procedentes de países en vías de desarrollo y de los estratos sociales menos favorecidos para que contribuyan sobre todo con las comunidades más necesitadas.

## Características
En esta universidad se gradúan médicos generales. Su formación médica incluye su preparación científica pero también solidaria, humanista y ética de forma que en su trabajo prime la preocupación por las necesidades de la población y no por los recursos materiales que se pueda obtener de él.
El proyecto está dividido en dos etapas: la primera en la cual se realizan estudios preclínicos, el primer y segundo año de la carrera y la segunda en donde los estudiantes culminan sus estudios en facultades de medicina del país, dejando de alojarse en el mencionado lugar.
La colegiatura y la residencia estudiantil son absolutamente gratuitas según el sistema de becas de Cuba. En la universidad se brindan servicios que garantizan la formación general de los estudiantes como: la incorporación a manifestaciones culturales por países, la práctica del deporte, cursos electivos, literatura docente, etc. Todos los años matriculan aproximadamente 1500 becarios, según las plazas que se conceden por países.
El título que otorga esta universidad es de Doctor en Medicina, se obtiene luego de seis meses de preparación o nivelación de conocimientos en ciencias básicas luego de lo cual inician seis años de carrera. No es necesaria la realización de una tesis de grado. Se rinde un examen nacional de conocimientos acerca de la carrera y se da un examen práctico frente a un tribunal de especialistas médicos. 

### Organización
Un consejo estudiantil representado por todos los países existentes en la escuela organiza y orienta a los estudiantes. 
En cuanto a la dirección de la misma, la escuela tiene un consejo de dirección, el cual consta de un rector y varias subdirecciones y vicerrectorías. 
El rector desde su fundación fue el Dr. Juan Domingo Carrizo Estévez hasta su fallecimiento el 26 de noviembre de 2012, siendo relevado por el Dr. Rafael González Ponce de León. 

## Historia
La ELAM se funda el 15 de noviembre de 1999 por iniciativa del entonces presidente cubano Fidel Castro Ruz y constituye parte del Programa Integral de Salud que se desarrolla desde octubre de 1998 debido a los desastres naturales causados por los huracanes Mitch y George que afectaron a diversos países centroamericanos y caribeños.
Más adelante, el 15 de abril de 2007, el entonces presidente venezolano Hugo Chávez continúa la iniciativa en Venezuela creando la Escuela Latinoamericana de Medicina Dr. Salvador Allende en cooperación con el proyecto cubano. En Venezuela la ELAM forma parte del Programa Nacional de Formación en Medicina Integral Comunitaria. El 9 de mayo de 2019 el presidente venezolano Nicolás Maduro adscribe la ELAM a la Universidad de Ciencias de la Salud Hugo Chávez.

## Sede principal
La sede principal de la ELAM se encuentra situada al noreste de la capital de Cuba, kilómetro 3 1/2 de la carretera Panamericana, Santa Fe, ciudad de La Habana. Las instalaciones pertenecían a la Academia Naval Granma, pero fueron cedidas por el Ministerio de las Fuerzas Armadas Revolucionarias (MINFAR). Ocupa un área de 1 200 000 m².